# Koaleszenz
Koaleszenz (von lat. coalescere, ungefähr „Zusammenwachsen“) bezeichnet in einer älteren fachübergreifenden wissenschaftlichen Sprache, die sich aus dem Latein herleitet, das Zusammenwachsen oder Verschmelzen von getrennt wahrnehmbaren Dingen oder Teilen.

## Allgemein
In dieser allgemeinsten Bedeutung steht Koaleszenz im biologischen und medizinischen Sprachgebrauch für das Zusammenwachsen sich berührender Organe. In der Populationsgenetik spricht man von Koaleszenz, wenn beide Elternteile einen gemeinsamen Vorfahren haben, was bei geschlossenen Populationen nach einer bestimmbaren Anzahl Generationen der Fall ist. In der Kernspinresonanzspektroskopie wird der Wegfall der intermolekularen Kopplungen im beobachtbaren Spektrum ab einer bestimmten Temperatur als Koaleszenz bezeichnet. Die historische Linguistik versteht unter Koaleszenz den Prozess der Verschmelzung benachbarter Laute zu einem Laut.

## Entmischung von Dispersionen

Schematische Darstellung des Zusammenfließens von Tröpfchen einer Emulsion zu einer kontinuierlichen Phase

Eine spezifische fachliche Bedeutung hat Koaleszenz in der Meteorologie, der Kolloidchemie und der Verfahrenstechnik: Dort bezeichnet der Ausdruck die Entmischung von Bestandteilen einer Dispersion durch den Zusammenschluss der fein verteilten Kolloide zu einer kontinuierlichen Phase. Dies geschieht durch das Zusammenfließen von Tröpfchen in einem Aerosol oder einer Emulsion oder durch das Agglomerieren von Teilchen in einer Suspension. Auch Gasbläschen in einem Schaum schließen sich auf diese Art zusammen. Einen Einfluss haben die Grenzflächenspannung, die kinetische Energie und die Kollisionsrate der Kolloide. Die Anzahl und die Größe der Kolloide erhöhen die Koaleszenzwahrscheinlichkeit, die Viskosität ihres Mediums verringert sie. Für die Niederschlagsbildung ist die Koaleszenzeffizienz höher, wenn Tropfen unterschiedlicher Größe kollidieren. Wenn sich Feststoffe ähnlich wie flüssige und gasförmige Stoffe zusammenballen, spricht man von Flockung. Beim Sintern wird zwischen erwünschter Koagulation der festen Partikel, die sich zu einem Werkstück verbinden sollen, und unerwünschter Koaleszenz unterschieden.
Kolloide von Leichtflüssigkeiten in Wasser oder von Gasen in Flüssigkeiten trennen sich von ihrem Dispersionsmedium vom Erreichen eines bestimmten Volumens an durch den statischen Auftrieb. Feststoffe mit größerer Dichte als das Dispersionsmedium trennen sich von ihm durch Sedimentation. Eine Dispersion entmischt sich durch die Bestrebung ihrer Kolloide zur Koaleszenz fortwährend, in gewisser Abhängigkeit zu ihren pH-Werten. Die Vorgänge sind vor allem in Bezug auf die Wirkung von Ionen und Dipolen nicht im Einzelnen geklärt.

### Beispiele
Koaleszenz kann ein natürlicher Vorgang sein wie bei der Bildung von Regen in einer Wolke, oder sie kann durch Verfahren und Additive gezielt beschleunigt oder verlangsamt werden: An der Oberfläche von Seifenwasser bildet sich Schaum, weil Seife die Oberflächenspannung des Wassers herabsetzt, sodass die Luftblasen sich langsamer verbinden. Koaleszenz kann unerwünscht sein, wie bei Kolloidsystemen in Reinigungsmitteln, Nahrungsmitteln oder Kosmetik, die zu ihrer Verhinderung Dispergiermittel, Tenside oder Emulgatoren enthalten oder vor Gebrauch geschüttelt werden müssen, oder sie kann absichtlich herbeigeführt werden, wie etwa bei Polyurethandispersionen als Beschichtungs- oder Klebstoff oder mit verschiedenen Trennverfahren.
Koaleszenz ist zum Beispiel maßgeblich für die „Trocknung“ von Dispersionsbeschichtungen wie Dispersionsfarben und -lacken. Nach dem Verdunsten des Wassers fließen die Kunststoffteilchen zusammen und bilden einen Film. Um eine Filmbildung auch unterhalb der Mindestfilmbildetemperatur des Polymers zu ermöglichen, werden sogenannte Koaleszenzmittel (Filmbildehilfsmittel: wasserlösliche schwerflüchtige Lösungsmittel) verwendet, wie zum Beispiel Texanol, Butylglykol oder Dipropylenglycolmethylether. Diese quellen die Polymerteilchen an und setzen vorübergehend deren Glasübergangstemperatur herab, so dass die Teilchen miteinander verschmelzen können. Nach dem Verdunsten der Koaleszenzmittel stellt sich die ursprüngliche Glasübergangstemperatur wieder ein.

### Apparate
Eine ganze Reihe von Apparaten in der Verfahrenstechnik machen sich die Koaleszenz zunutze, um Kolloide zu entmischen, vor allem die große Gruppe der Emulsionsspaltanlagen. Ferner gibt es folgende Anwendungen:

#### Koaleszenzabscheider
Bei einem Leichtflüssigkeitsabscheider (Ölabscheider) wird oft eine Koaleszenzstufe eingebaut. Diese Stufe besteht aus einem Behälter mit Zulauf und Ablauf, der einen Einsatz aus lipophilem Material mit großer Oberfläche enthält, an dem sich die Kolloide durch Adsorption sammeln. Zum Beispiel besteht dieser Einsatz aus V-förmigen Blechen, die wie Dächer übereinander angeordnet sind. Durch Löcher an der Knickkante der Bleche fließen kleinste im Wasser verteilte Öltröpfchen zu großen Öltröpfchen mit mehr Auftrieb zusammen und können so durch den Dichteunterschied an der Oberfläche abgetrennt werden.
Dadurch können auch die letzten 3 % Leichtflüssigkeit fast vollständig abgeschieden werden, während man ohne Adsorptions-Koaleszenzabscheider nur einen Wirkungsgrad von 97 % erzielen kann.

#### Koaleszenzfilter
Der Ausdruck Koaleszenzfilter wird vor allem für Apparate zur Reinigung von Aerosolen wie Rauch verwendet. Bei einem Koaleszenzfilter wird Luft oder auch eine Flüssigkeit durch eine sehr durchlässige Sand-, Faser- oder Drahtgewebepackung geleitet, wobei Öl- und Schmutzpartikel mit hoher Wahrscheinlichkeit auf der Filteroberfläche auftreffen und aufgrund ihrer Haftkraft (Klebrigkeit) hängenbleiben. Abgeschiedene klebrige Substanzen wie Öl können nicht klebrige Schmutzpartikel auffangen. Beispiele sind die alten Luftfilter von Auto- und Motorradmotoren mit geölten Drahtgewebeeinlagen (Metallgestrick) oder Ölnebelabscheider (Demister) in Absaugungen von spanabhebenden Maschinen mit Kühlschmierstoffen.
Die Abscheideleistung ist häufig nicht zufriedenstellend, deshalb werden bei nicht klebrigen Feinstäuben grundsätzlich andere Filterprinzipien (Oberflächenfilter wie die typischen Patronenfilter mit Abreinigung), Porenfilter, Elektrostatikfilter (bei Rauch etc.) verwendet oder nachgeschaltet.